# Doriana Tchakarova
Doriana Tchakarova (* in Warna) ist eine bulgarische, in Deutschland wirkende Pianistin.

## Biografie
Bis zu ihrem Abitur im Jahr 1993 besuchte Doriana Tchakarova ein Musikgymnasium in Warna. Von 1993 bis 2001 absolvierte sie an der Hochschule für Musik und Darstellende Kunst Stuttgart ihr Bachelor- und Masterstudium im Hauptfach Klavier bei Fernande Kaeser sowie ein künstlerisches Aufbaustudium bei Friedemann Rieger und in der Liedklasse von Conrad Richter. Seit Oktober 2003 hat sie dort einen Lehrauftrag und ist inzwischen Dozentin für Korrepetition Gesang. Regelmäßig wird sie auch als Begleiterin bei Wettbewerben und Meisterkursen engagiert. Sie tritt auf zahlreichen Konzertpodien Europas auf und war auch schon bei wichtigen Rundfunkanstalten in Interviews und Livesendungen bzw. Mitschnitten zu erleben.
Als Pianistin arbeitete sie mit Partnern wie Juliane Banse, Marcel Brunner, Thilo Dahlmann, Anna-Lena Elbert, Mirella Hagen, Samuel Hasselhorn, Johannes Held, Reiner Holthaus, Mirella Hagen, Aeneas Humm, Nathalie Karl, Turid Karlsen, Matthias Klink, Sylvia Koncza, Thomas Pfeiffer, Patrizia Piras, Julian Prégardien, Ulrike Sonntag, Krešimir Stražanac, Sibylla Rubens, Thomas Volle, Manuel Walser, Nils Wanderer, Sarah Wegener und häufig mit dem SWR-Vokalensemble zusammen. Mit den Schwestern Judith und Felicitas Erb (beide Sopran) produzierte sie CDs mit Liedern und Duetten von Louis Spohr sowie von Felix Mendelssohn Bartholdy und Fanny Hensel und präsentierte dieses Repertoire auch in Konzerten.
Von 2017 bis 2020 bildete sie mit dem Bariton Konstantin Krimmel ein erfolgreiches Liedduo. Beginnend mit einem gemeinsam erzielten 1. Preis beim „Rising Stars Grand Prix International Music Competition“ in Berlin im Mai 2018 begleitete sie ihn bei weiteren Wettbewerbsteilnahmen und bei Liederabenden im In- und Ausland. Das gemeinsame Repertoire deckte ein breites Spektrum von Werken des 18. bis 20. Jahrhunderts ab. Dazu zählten Lieder von Claude Debussy, Charles Ives, Carl Loewe, Gustav Mahler, Joseph Marx, Franz Schubert, Robert Schumann, Ralph Vaughan Williams und Hugo Wolf. Internationale Aktivitäten dieses Duos waren im IV. Quartal 2019 Liederabende beim Oxford Lieder Festival und bei der Schubertiada Vilabertran. Die im September 2019 erschienene CD „Saga“ erntete Kritikerstimmen, die das Zusammenwirken beider Künstler und die überzeugende Gestaltung der dargebotenen romantischen Balladen würdigten.
Wesentliche Unterstützung beim Karrierestart durch Konzertauftritte und CD-Produktionen leistete sie auch für die Sopranistinnen Carolina López Moreno und Eva Zalenga und für die Tenöre Magnus Dietrich und Robin Neck.
Während der Zeit der Coronabeschränkungen produzierte und veröffentlichte sie auf dem dafür eingerichteten YouTube-Kanal „Live aus dem Musikzimmer“ Videoaufnahmen mit zahlreichen Sängerinnen und Sängern, denen sie damit die Möglichkeit gab, sich auch in dieser Zeit zu präsentieren. Mittels der von ihr mitgegründeten Agentur PoeMus vertritt sie Gesangssolistinnen und -Solisten unterschiedlicher Stimmfächer und veranstaltet als künstlerische Leiterin des PoeMus Kunstliedfestivals Konzerte, die dem klassischen Liedrepertoire gewidmet sind.

## Preise und Auszeichnungen
- 2. Preis beim internationalen Klavierwettbewerb „Dimitar Nenov“ in Rasgrad, 1993.
- Preisträgerin in der Kategorie Kammermusik, gemeinsam mit der Krassimira Krasteva, Cello, beim 15. Internationalen Wettbewerbs „Franz Schubert“, Italien, 2001.
- 2. Preis, gemeinsam mit Judith Erb, Sopran, beim Schubert-Wettbewerb des „Concorso Internationale di Interpretazione Musicale Citta di Racconigi“, Italien, 2004
- 1. Preis, gemeinsam mit Bariton Konstantin Krimmel, beim „Rising Stars Grand Prix International Music Competition“, Berlin, 2018[8]

## Diskografie
- Lieder von Hugo Kaun und Robert Schumann. Mit Judith Erb, Sopran. Ars Produktion, 2007.
- Louis Spohr: Lieder. Mit Felicitas Erb und Judith Erb, Sopran. Ars Produktion, Februar 2012.
- Felix Mendelssohn Bartholdy & Fanny Hensel: sämtliche Duette. Mit Felicitas Erb und Judith Erb, Sopran. Ars Produktion, November 2016.
- Il bel sogno. Arien von Charpentier, Puccini, Verdi, Gounod, Mozart, Britten, Previn, Lehár, Stolz. Mit Carolina Lopez Moreno, Sopran. Ars Produktion, Februar 2018.
- Saga. Romanzen und Balladen von Carl Loewe, Adolf Jensen, Franz Schubert und Robert Schumann. Mit Konstantin Krimmel, Bariton. Alpha Classics, September 2019.
- Brahms, Duets and Romances. Mit Felicitas Erb und Judith Erb, Sopran, Magnus Dietrich, Tenor. Musikproduktion Dabringhaus und Grimm, April 2022.
- In Relations. Lieder von Giacomo Meyerbeer, Carl Loewe, Mendelssohn Bartholdy, Robert Schumann, Emilie Mayer, Frances Allitsen. Mit Eva Zalenga, Sopran. Hänssler, Januar 2024
- Made in Europe. Lieder in acht Sprachen Europas. Mit Robin Neck, Tenor. Hänssler, Dezember 2023
- varia · bel: Lieder von Ignaz Lachner, Franz Schubert, Giacomo Meyerbeer, Pauline Viardot-Garcia, Rebecca Clarke, Arthur Bliss, Darius Milhaud, Isabelle Aboulker. Mit Eva Zalenga (Sopran), Victoria Wong (Violine), Adam Ambarzumjan (Klarinette), Till Schuler (Cello). CD, Genuin, 2025